# Paul Felgenhauer
Paul Felgenhauer, född 16 november 1593 i Podbořany, död kring 1677 i Bremen, var en religiös tänkare från Böhmen verksam under 1600-talet och av sin samtid och tiden efter betraktad som kättare. Han gav ut en stor mängd böcker, minst 46 stycken och troligen fler. Han var tämligen välkänd som religiös förvillare fram till 1700-talet, men föll sen mestadels i glömska.
Felgenhauer var son till en evangelisk präst och studerade själv teologi i Wittenberg. Under sin studietid tog han dock avstånd från den lutherska kyrkan. Han författade skrifter om världen och dess tillstånd, om de förfärliga krigen, om den yttersta domen som han menade var nära, och skarp kritik mot kyrkan främst läran om treenigheten och Kristus natur; Felgenhauer erkände inte Jesus Kristus som Messias. Felgenhauer ger uttryck för stark misstro till stat och överhet. Hans religiösa skrifter vände sig till människor av alla religioner. De första av dessa skrifter kom ut 1620, sedan han återkommit till hemlandet. 
1622 lämnade han Böhmen, och förde sedan ett kringflackande liv i Europa. Han bodde troligen ett tag i Amsterdam, där många av hans böcker gavs ut. 1632 blev han predikant i Bederkesa utanför Bremen, i en församling som torde ha lämnat sitt lutherska samfund. Han blev där i sjutton år, en tid med många strider med den religiösa överheten. 1652 ger han ut den radikalpacifistiska Perspicillum Bellicum, som i sin svenska översättning blev förbjuden och brändes på bål i bland annat Sverige och Norge tillsammans med flera andra böcker av Felgenhauer och Anders Kempe. Troligen blev den även förbjuden i Danmark.  
1654 lämnade han församlingen och började flacka runt igen. 1657 sattes han kortvarigt i fängelse. Efter 1660 finns inga skrifter utgivna av honom.

## Några av Felgenhauers böcker
- Das Büchlein Iehior, 1640.
- Sphæra sapientiæ in Ostio Aperto Die Sphær oder Circkel der Weisheit in einer Offenen Thür, 1650
- Israel, 1654
- Probatorium theologicum eller Theologischer Proberugn, 1656. Svensk översättning av Anders Pedersson Kempe 1664, ett inlägg mot det teologiska begreppet treenigheten
- Perspicillum Bellicum. Det ähr: Krigz-Perspektiv, 1652. Svensk översättning av Anders Pedersson Kempe 1664, ett radikalpacifistiskt ifrågasättande av det moraliskt berättigade i alla typer av krigföring
- Harmonia fidei et religionis. Troons harmonij. Svensk översättning av Anders Pedersson Kempe 1671